# Karen Young (attrice)
Karen Young (Pequannock, 29 settembre 1958) è un'attrice statunitense.

## Biografia
Caratterista, attiva dal 1984, ha preso parte a numerose produzioni sia cinematografiche che televisive. Pur in ruoli minori, è stata nel cast di due celebri film erotici degli anni ottanta, tra cui Maria's Lovers e 9 settimane e ½. In televisione la si ricorda invece nel ruolo ricorrente dell'agente Robyn Sanseverino ne I Soprano. Ha anche scritto, diretto e prodotto due cortometraggi, A Blink of Paradise (1992) e The Pesky Suitor (1995). 

### Vita privata
È stata sposata con l'attore Tom Noonan, con il quale ha avuto due figli.

## Filmografia parziale

### Cinema
- Birdy - Le ali della libertà (Birdy), regia di Alan Parker (1984)
- Maria's Lovers, regia di Andrej Končalovskij (1984)
- 9 settimane e ½ (9½ Weeks), regia di Adrian Lyne (1986)
- Black Jack (Heat), regia di Dick Richards e Jerry Jameson (1986)
- Lo squalo 4 - La vendetta (Jaws: The Revenge), regia di Joseph Sargent (1987)
- Legge criminale (Criminal Law), regia di Martin Campbell (1988)
- Daylight - Trappola nel tunnel (Daylight), regia di Rob Cohen (1996)
- Mercy - Senza pietà (Mercy), regia di Damian Harris (2000)
- Verso il sud (Vers le sud), regia di Laurent Cantet (2005)
- Factotum, regia di Bent Hamer (2005)
- Bonne année, regia di Alexander Berberich (2008)
- Restless, regia di Amos Kollek (2008)
- Twelve Thirty, regia di Jeff Lipsky (2010)
- The Sumo Wrestler, regia di Amos Kollek (2012)

### Televisione
- Law & Order - I due volti della giustizia (Law & Order) - serie TV, 4 episodi (1996-2010)
- I Soprano (The Sopranos) – serie TV, 10 episodi (2002-2006)
- Law & Order: Criminal Intent - serie TV, episodio 1x05 (2001)

## Doppiatori italiani
Nelle versioni in italiano delle opere in cui ha recitato, Karen Young è stata doppiata da:
- Roberta Paladini in 9 settimane e ½
- Anna Radici in Law & Order: Criminal Intent
- Alessandra Cassioli in I Soprano (ep. 4x05)
- Alessandra Korompay in I Soprano (ep. 4x07, 4x10, 4x13, st. 5)
- Michela Alborghetti in I Soprano (ep. 6x01)
- Monica Ward in Law & Order - Unità vittime speciali (ep. 5x22)
- Isabella Pasanisi in Black Jack
- Roberta Greganti in Verso il Sud
- Manuela Cenciarelli in Factotum